# Barrage de Sardar Sarovar
 (janvier 2016).
Si vous disposez d'ouvrages ou d'articles de référence ou si vous connaissez des sites web de qualité traitant du thème abordé ici, merci de compléter l'article en donnant les références utiles à sa vérifiabilité et en les liant à la section « Notes et références ».
Le barrage de Sardar Sarovar est un barrage dans le Gujarat en Inde sur la Narmadâ. Il est associé à une centrale hydroélectrique de 1 450 MW.

## Objectif
C'est la pièce maîtresse d'un projet devant irriguer 21 000 kilomètres carrés avec 75 000 kilomètres de canaux. Ce projet doit aussi apporter de l'eau potable à 40 millions de personnes, et produire de l'électricité avec une capacité de 1 450 MW.

## Conséquence
Au moins 100 000 personnes devraient être déplacées à cause du barrage, et 140 000 personnes supplémentaires à cause des canaux[réf. nécessaire]. La Narmada Control Authority estime le chiffre des familles déplacées à 40 700.

## Histoire
En 1985, la Banque mondiale a donné son accord pour un prêt de 450 millions de dollars US pour ce projet.
En juin 1991, la Banque mondiale a nommé Bradford Morse, ex-secrétaire général adjoint des Nations unies et pendant dix ans (1976-1986), chef du Programme de Développement des Nations unies, pour organiser une étude indépendante sur les mesures prises pour compenser les effets humains et environnementaux du projet Sardar Sarovar. Thomas R. Berger, qui a dirigé l'étude sur le pipeline de la vallée du Mackenzie (1974-1977) et la commission d'étude sur l'Alaska (1983-1985) a accepté d'être directeur-adjoint de cette étude. En 1993, la Banque mondiale se retire du financement du projet.
L'écrivaine Arundhati Roy s'est ralliée à la cause des opposants aux travaux, menés par Medha Patkar et qui ont formé le Narmada Bachao Andolan (le mouvement Sauvez la Narmada). Cependant, la cour suprême indienne a déclaré en 1999 que le projet devait être terminé et a débouté le Narmada Bachao Andolan.
En 1995, la cour suprême indienne a contraint le projet initialement prévu pour une hauteur de 138 mètres à n'avoir qu' une hauteur de 80,3 mètres, avant que cette même cour suprême n'augmente plusieurs fois ce seuil, à 88 mètres en 1999, puis 93 mètres, avant que cette hauteur atteigne la hauteur initialement prévue dans les années 2010.
En 2006, le barrage atteint une hauteur de 121,92 mètres.

## Source
1. 1 2 3 4  Racine Jean-Luc, « Le débat sur la Narmada : l'Inde face au dilemme des grands barrages », Hérodote 3/2001 (no 102), p. 73-85
2. ↑  (en) « Sardar Sarovar Project: The War of Attrition | Economic and Political Weekly », sur www.epw.in, 30 janvier 2010 (consulté le 30 janvier 2025)

- Cet article est partiellement ou en totalité issu de l'article intitulé « Narmadâ » (voir la liste des auteurs).